# 亚拉巴马号潜艇
美国海军亚拉巴马号潜艇（USS Alabama SSBN-731）是第六艘俄亥俄级核动力弹道导弹潜艇，以亚拉巴马州命名，这也是美国以此为名的第六艘舰艇。潜艇的座佑铭“我们敢于捍卫我们的权利（Audemus Jura Nostra Defendere）”正是来自于亚拉巴马州的座佑铭。
亚拉巴马号于1980年10月14日在通用动力公司旗下的电船公司安放龙骨，1984年5月19日下水，掷瓶仪式由来自亚拉巴马州的美国众议员威廉·L·迪金森的夫人芭芭拉·E·迪金森完成。1985年5月25日，亚拉巴马号在康涅狄格州新伦敦海军潜艇基地开始服役。
亚拉巴马号离开新伦敦基地前往佛罗里达州沿海进行试航。在经过几轮国内演习和船员更替后，亚拉巴马号前往亚拉巴马州莫比尔进行访问，随后经巴拿马运河回到华盛顿州班戈的基察普海军基地。次年5月，亚拉巴马号离开基地进行首次威慑巡逻。
1988年5月，亚拉巴马号进行了一次成功的导弹试射，共发射了两枚三叉戟导弹。1988年9月1日，亚拉巴马号顺利完成第9次巡逻回到基地，这也是三叉戟导弹的第100次战略威慑巡逻，美国军方为此举办了一个官方庆典，时任美国海军部长亨利·L·加勒特三世出席。
1999年，在完成了47次战略威慑巡逻后，亚拉巴马号进行了一次改装升级。

## 轶事
1995年由吉恩·哈克曼和丹佐·华盛顿主演的电影《赤色风暴》正是以亚拉巴马号为背景的。